# Pré-modernismo
O pré-modernismo (ou ainda estética impressionista) foi uma fase literária, ou também considerado um período sincrético histórico-literário brasileiro, que marca a transição entre o simbolismo e o movimento modernista. Em Portugal, o pré-modernismo configura o momento denominado saudosismo.
O termo pré-modernismo parece ter sido criado por Tristão de Athayde, para designar os "escritores contemporâneos do neoparnasianismo, entre 1910 e 1920", no dizer de Joaquim Francisco Coelho

## Contexto histórico

Pontos de conflito no Brasil pré-modernista.

Para os autores, o momento histórico brasileiro interferiu na produção literária, marcando a transição dos valores éticos do século XIX para uma nova realidade que se desenhava, essencialmente pautado por uma série de conflitos como o fanatismo religioso do Padre Cícero e de Antônio Conselheiro e o cangaço, no Nordeste, as revoltas da Vacina e da Chibata, no Rio de Janeiro, as greves operárias em São Paulo e a Guerra do Contestado (na fronteira entre Paraná e Santa Catarina); além disso a política seguia marcadamente dirigida pela oligarquia rural, o nascimento da burguesia urbana, a industrialização, segregação dos negros pós-abolição, o surgimento do proletariado e: finalmente, a imigração europeia.
Além desses fatos somam-se as lutas políticas constantes pelo coronelismo, e disputas provincianas como as existentes no Rio Grande do Sul entre maragatos e republicanos .

### Manifestações artísticas[1]
A música assistiu, desde o lançamento da primeira gravação feita no país por Xisto Bahia, a uma penetração nas camadas mais elevadas de manifestações até então restritos às camadas mais populares – ritmos tais como o maxixe, toada, modinha e serenata. É o tempo em que a capital do país, então o Rio de Janeiro, assiste ao crescimento do carnaval, ao sucesso de compositores como Chiquinha Gonzaga e o nascimento do samba em sua versão recente.
Na música erudita, o nome representativo foi o de Alberto Nepomuceno, de composições de “intenção nacionalista”.
Na pintura, tendo como principal foco a Escola Nacional de Belas-Artes, no Rio de Janeiro, vigorava o academicismo, passando despercebida a exposição feita em 1913 pelo lituano Lasar Segall. Apenas em 1917 uma forte reação à exposição de Anita Malfatti expõe o confronto que redundaria na Semana de Arte Moderna de 1922. (vide, mais abaixo, texto de Monteiro Lobato sobre essa exposição).

### Ambiente literário e outras informações
Para além dos fatos circundantes, registra-se que ainda estão ativos autores parnasianos, como Olavo Bilac, Raimundo Correia e Francisca Júlia da Silva, e neoparnasianos como Martins Fontes e Goulart de Andrade, dominando o cenário da Academia Brasileira de Letras. Além deles, longe da Academia, simbolistas como Emiliano Perneta e Pereira da Silva, convivem com os escritores pré-modernistas.

## Caracterização
Embora vários autores sejam classificados como pré-modernistas, este não se constituiu num estilo ou escola literária, dado a forte individualidade de suas obras, mas essencialmente eram marcadas por duas características comuns:
1. conservadorismo - traziam na sua estética os valores naturalistas;
2. renovação - demonstravam toda íntima relação com a realidade brasileira, permanecendo as tensões vividas pela sociedade do período.[4]

Embora tenham rompido com a temática dos mais recentes dos períodos anteriores, todos esses autores não avançaram o bastante para serem considerados os mais modernos - notando-se, até na maioria dos grandes casos, resistência às novas estéticas.

### Excerto
Num artigo publicado em 1917, Monteiro Lobato reagiu contra a exposição de Anita Malfatti, no jornal O Estado de S. Paulo:
"Há duas espécies de artistas. Uma composta dos que veem normalmente as coisas e em consequência fazem arte pura. (...) A outra espécie é formada dos que veem anormalmente a natureza e a interpretam à luz das teorias efêmeras, sob a sugestão estrábica de escolas rebeldes, surgidas cá e lá como furúnculos da cultura excessiva. São produtos do cansaço e do sadismo de todos os períodos da decadência do simbolismo.(...)"

## Autores e suas obras
Os principais pré-modernistas no Brasil foram:
- Euclides da Cunha, com Os Sertões, aborda com grande facilidade de forma jornalística a Guerra de Canudos; a obra, dividida em três partes (A Terra, O Homem e A Luta), procura retratar um dos maiores conflitos brasileiros.[4] O sertão da Bahia e de Pernambuco onde se deram as lutas, era um ambiente praticamente desconhecido dos grandes centros, e as lutas marcaram a vida nacional: o termo favela, que tornou-se comum depois, designava um arbusto típico da caatinga, e dava nome a um morro em Canudos.[7]
- Graça Aranha, com Canaã, retrata a imigração alemã para o Brasil. Nesse livro tinha o constante conflito entre dois imigrantes Milkau e Lentz que discutiam se o dinheiro era mais importante do que o amor.[4]
- Lima Barreto, que faz uma crítica da sociedade urbana da época, com Triste Fim de Policarpo Quaresma e Recordações do Escrivão Isaías Caminha;[4] e O Homem Que Sabia Javanês
- Monteiro Lobato, com Urupês e Cidades Mortas, retrata o homem simples do campo numa região de decadência econômica;[4] Ele também foi um dos primeiros autores de literatura infantil, desse modo, transmitindo ao público infantil valores morais, conhecimentos do Brasil, tradições da nossa língua. Destaca-se no gênero conto. E foi, também, um dos escritores brasileiros de maiores prestígios.
- Valdomiro Silveira, com Os Caboclos, e Simões Lopes Neto, com Lendas do Sul e Contos Gauchescos, precursores do regionalismo, retratam a realidade do sul brasileiro.[4]
- Augusto dos Anjos que, segundo alguns autores, trazia elementos pré-modernos,[6] embora no aspecto linguístico tenda para o realismo-naturalismo, em seus Eu e Outras Poesias[5]
- Outros autores:
  - Figuram como escritores desse período, embora guardem no estilo mais elementos das escolas precedentes, autores como Afonso Arinos, Alcides Maya e Coelho Neto.[8] Este último, ao lado de Afrânio Peixoto, tendia a uma visão da literatura como simples ornato social e cultural. Raul de Leoni pode ser, também, tido como pré-modernista, mas o seu Luz Mediterrânea tende ao Simbolismo.[5]

## Galeria

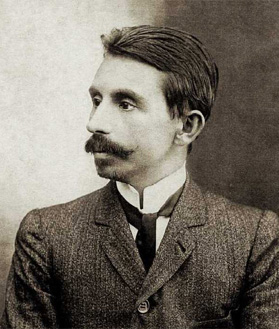
Euclides da Cunha
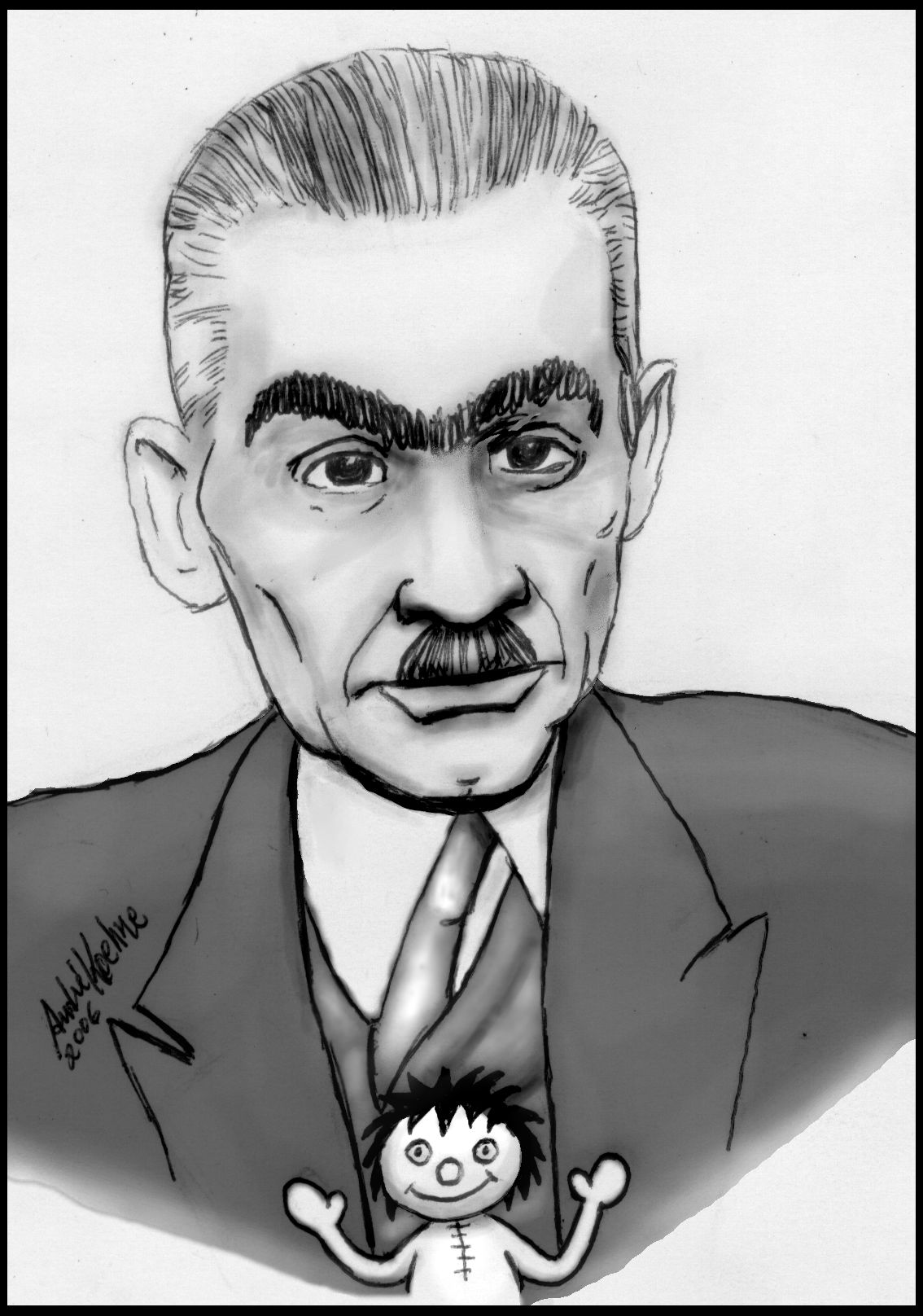
Monteiro Lobato
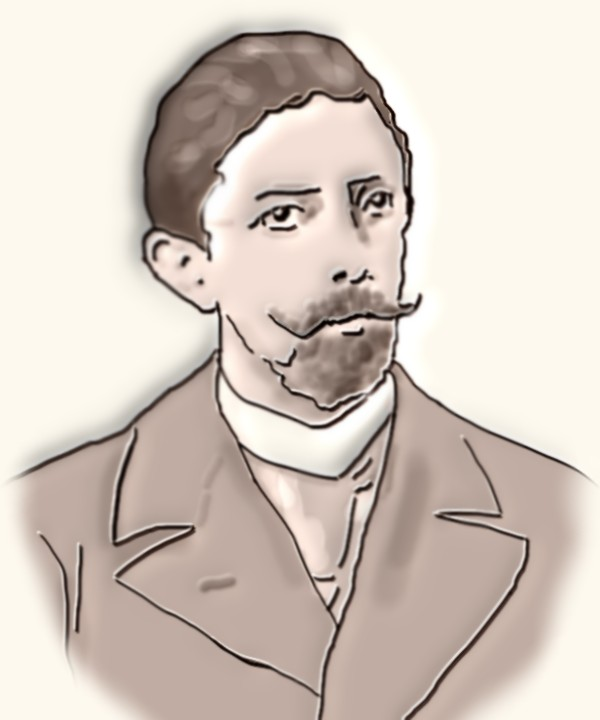
Simões Lopes Neto
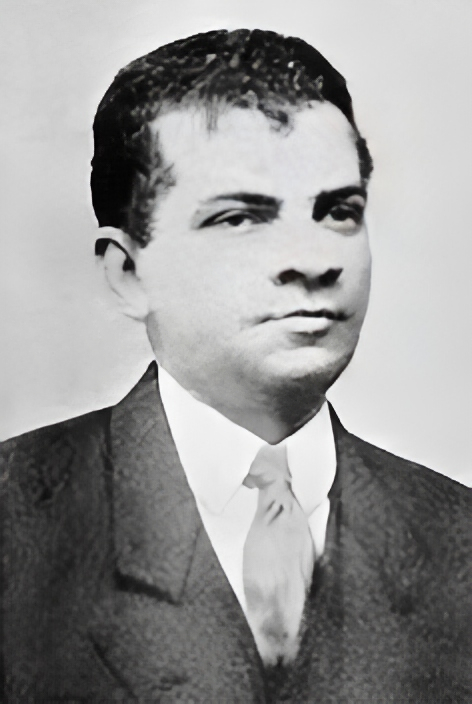
Lima Barreto
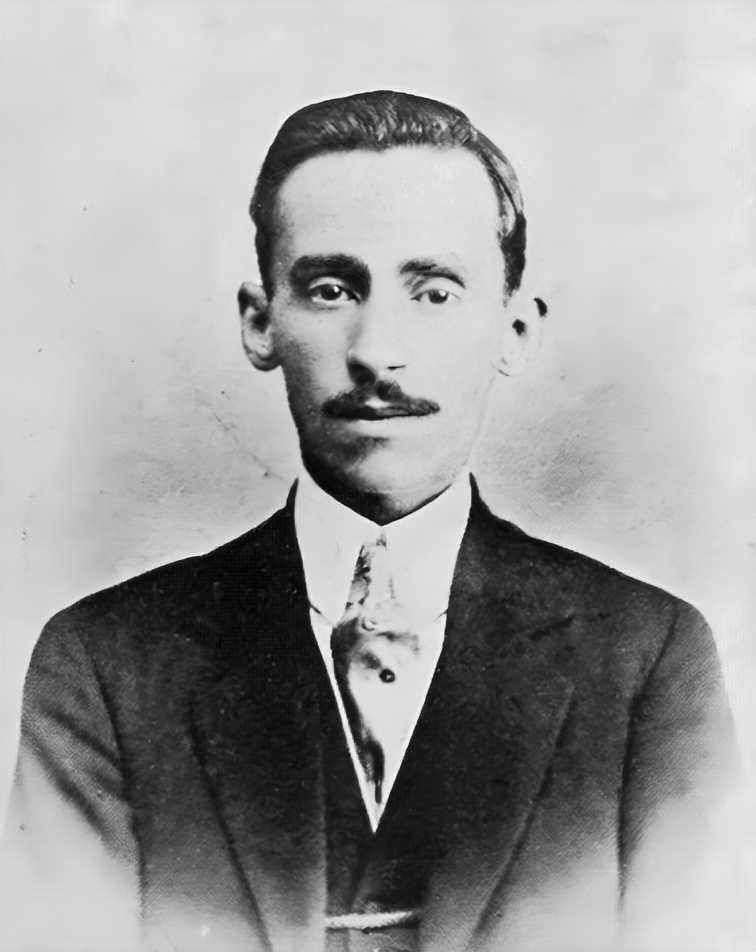
Augusto dos Anjos
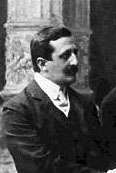
Graça Aranha